# جندب طويل القرون
جندب طويل القرون أو جراد طويل القرون (الاسم العلمي: Conocephalus)، جنس حشرات من مستقيمات الأجنحة وفصيلة الجنادب الأمريكية. وصفت من قبل كارل بيتر ثونبرج في عام 1815.